# Jack Markell
Jack A. Markell, född 26 november 1960 i Newark, Delaware, är en amerikansk demokratisk politiker. Han var guvernör i delstaten Delaware 2009–2017. Han är den första judiska guvernören i Delawares historia.
Markell studerade nationalekonomi och u-landskunskap vid Brown University. Han avlade sedan sin MBA-examen vid University of Chicago.
Markell var delstatens finansminister (Delaware State Treasurer) 1999–2009. Han besegrade republikanen Bill Lee i guvernörsvalet i Delaware 2008.